# Святого Духа (фрегат, 1702)
«Святого Духа» или «Святой Дух» — парусный 12-пушечный фрегат Беломорской флотилии России.

## Описание фрегата
Один из двух малых парусных фрегатов типа «Курьер». Длина судна по сведениям из различных источников составляла от 19,8 до 21,34 метра, ширина от 5,1 до 5,49 метра, а осадка от 2,6 до 2,74 метра. Вооружение судна состояло из 12-ти орудий.

## История службы
Фрегат был заложен в Архангельске в январе 1702 года, на воду был спущен 24 мая того же года в присутствии Петра I. После спуска на воду вошёл в состав Беломорской флотилии России. Строительство вели корабельные мастера Г. А. Меншиков и Е. Скворцов.
Принимал участие в Северной войне. 5 августа 1702 года вышел из Архангельска в составе отряда и к 16 августа подошел к беломорской пристани Нюхча, где 17 августа был вытащен на берег и волоком на полозьях перетащен по «Осударевой дороге» в Повенец. 27 августа спущен в Онежское озеро и по реке Свирь переправлен в Ладожское озеро. 11 октября во время взятия шведской крепости Нотебург блокировал её со стороны Невы.

## Командиры
В 1702 году командиром фрегата «Святого Духа» служил Я. Валронт.